# Jamtsangiyn Damdinsüren
Jamtsangiyn Damdinsüren fue presidente de Mongolia, del periodo de 16 de enero de 1927 a su fecha de terminación en 23 de enero de 1929. Este presidente fue elegido mediante el partido Partido Revolucionario Popular.
Fue el tercer presidente de la Mongolia contemporánea.